# Ritenuto
Ritenuto (wł.) – w terminologii muzycznej określenie na zwolnienie tempa utworu muzycznego. W odróżnieniu od ritardando zwolnienie powinno nastąpić natychmiast, a nie stopniowo.